# Милчо Лалков
Милчо Димитров Лалков е български историк.

## Биография
Роден е на 5 септември 1944 г. в Бяла. През 1969 г. завършва история в Софийския държавен университет с профил „История на Византия и балканските народи“. Следва специализация във Виена (1973).
През 1976 г. става докторант, а на следващата година защитава дисертация на тема „Българо-югославските политически отношения и връзки“.
В периода 1977 г. – 1978 г. е заместник-директор на Българския изследователски институт в Австрия.
През 1981 г. Лалков става доцент, а от 1982 г. е ръководител на Катедрата „История на Византия и балканските народи“ в Историческия факултет на Софийския университет.
През 1992 г. получава научната степен доктор с доктората си на тема „България в балканската политика на Австро-Унгария 1878-1903“, а през 1995 г. става професор. През същата 1995 година е награден и с Хердерова награда. Лалков чете лекции по история на балканските народи в различни университети в България, Австрия, Германия, Холандия, Швейцария, САЩ.
Умира преждевременно на 11 юни 2000 г. в Благоевград.

## Памет
На Милчо Лалков е наречена улица в квартал „Кръстова вада“ в София (Карта).